# І-НЕ (логічний вентиль)
I-НЕ (англ. Not AND, NAND) — логічний вентиль, який реалізує операцію кон'юнкція з інверсією результату. Ця операція також носить назву штрих Шефера. Активний сигнал («логічна 1», «істина») на виході цього вентиля присутній тоді, коли на хоча б на одному його вході присутній пасивний сигнал («логічний 0», «хиба»). Лише коли на обох входах сигнал активний, на виході буде пасивний сигнал.
В нотації алгебри логіки дія цього вентиля записується формулою:
{\displaystyle Y={\overline {A\land B}}}

## Умовні позначення
Існує два основних умовних графічних позначень вентиля І-НЕ на принципових схемах, описані в стандартах IEC 60617-12:1997 і ANSI 91-1984. Стандарт DIN 40700 застарів, але описані в ньому символи досі зустрічаються у схемах. Позначення логічних вентилів згідно ДСТУ ГОСТ 2.743-91 «Позначення умовні графічні в схемах. Елементи цифрової техніки» (частина ЄСКД) мають незначні відмінності від стандарту IEC 60617-12.
| IEC 60617-12:1997 | ANSI 91-1984 | DIN 40700 (до 1976) |
| ----------------- | ------------ | ------------------- |
|                   |              |                     |

## Реалізація

### Релейно-контактні схеми
Релейно-контактна логіка здійснює операції шляхом формування за допомогою контактів перемикачів або реле кіл для протікання електричного струму, який, у свою чергу, активує наступні реле або живить виходи схеми.

Реалізація логіки І-НЕ контактами реле

Для реалізації функції NAND нормально-замкнені контакти обох реле з'єднуються паралельно. Якщо не активоване хоча б одне реле, то струм проходитиме через його контакт. Якщо активувати обидва, ланцюг струму буде розірвано, тобто струм не проходить, коли спрацювало реле А і реле B.

### Напівпровідникові схеми

Реалізація в технології N-МОН
Реалізація в технології КМОН
Реалізація в технології ТТЛ
Чотири вентилі І-НЕ в мікросхемі 7400 (ТТЛ)